# Горяев, Юрий Аркадьевич
Ю́рий Арка́дьевич Горя́ев (19 июля 1932, Иркутск — 26 марта 2019, там же) — советский и российский терапевт, ревматолог. Доктор медицинских наук (1972), профессор (1973), заслуженный врач Российской Федерации (1999), заслуженный врач Монголии (2007), заведующий кафедрой пропедевтики внутренних болезней (1971—2011) и почётный профессор (2004) Иркутского государственного медицинского университета, почётный член Ассоциации ревматологов России (2000).

## Биография
Юрий Аркадьевич в 1957 г. окончил лечебный факультет Иркутского государственного медицинского института, после чего, дальнейшем, весь свой жизненный путь посвятил «alma mater». В 1965 г. в Ярославле защитил кандидатскую диссертацию на тему «Эпидемиология ревматизма в Иркутской области», уже в 1972 г. в Волгограде вышла его докторская диссертация на тему «Эпидемиологические аспекты возникновения и развития ревматизма» (обе выполнены под научным руководством академика АМН СССР К. Р. Седова). В 1957—1971 гг. — ассистент кафедры госпитальной терапии, в 1971 г. стал заведующим кафедрой пропедевтики внутренних болезней, с 1972 по 1983 гг. одновременно проректор по учебной работе ИГМИ, с 1986 по 1987 гг. одновременно заведующий кафедрой терапии № 1 и кафедрой пропедевтики внутренних болезней.
Научные работы Ю. А. Горяева посвящены в основном эпидемиологии, разработке диагностических критериев, профилактике и реабилитации ревматических заболеваний. Им впервые разработана методика эпидемиологического исследования ревматизма, в том числе проспективного и когортного методов. Является автором более 420 научных работ, 5 монографий. Под его редакцией издано 20 сборников научных и учебно-методических работ, 10 методических рекомендаций для врачей по итогам научных исследований. Под его редакцией и при его участии издано большое количество учебно-методических пособий для студентов по пропедевтики внутренних болезней и по общему уходу за больными, в том числе методическое пособие по общему уходу за больными для преподавателей (Москва, 1990) рекомендованное ГУУЗом Министерства Здравоохранения для всех медицинских ВУЗов и учебник «Общий уход за терапевтическими больными», утверждённый Учебно-методическим объединением по медицинскому и фармацевтическому образованию ВУЗов России (Москва, 2005). Под его руководством защищено 2 докторских и 24 кандидатских диссертации. Участвовал в 5 международных конгрессах по ревматологии (Болгария, Швейцария, СССР, Греция, Венгрия) и 7 международных симпозиумах. Организатор ревматической службы г. Иркутска, под его руководством открыты городское ревматологическое и инфарктное отделения. Ведет курс повышения квалификации по ревматологии для врачей, цикл «Ревматология» для студентов старших курсов ИГМУ, интернов и клинических ординаторов. Ю. А. Горяев почти 10 лет возглавлял одну из республиканских проблем по научной организации учебного процесса «Психофизиологические и санитарно-гигиенические условия обучения студентов». Под его руководством работало 10 медицинских институтов России. Юрий Аркадьевич являлся членом проблемной комиссии АМН СССР и Министерства здравоохранения РСФСР «Ревматология», членом редакционного совета журнала «Ревматология» и редколлегии «Сибирского медицинского журнала», членом координационного учебно-методического совета по внутренним болезням Министерства здравоохранения РСФСР, почётный член правления Ассоциации ревматологов России. В настоящее время — почётный Президент Иркутского отделения Ассоциации ревматологов России, член редакционного совета журнала «Альманах сестринского дела», председатель методического совета лечебного факультета, заместитель председателя центрального координационно-методического совета ИГМУ, член диссертационных советов по специальностям 14.00.05 — внутренние болезни и 14.00.07 — гигиена. Награждён знаками «Отличник высшей школы», «Заслуженный врач Монголии», орденом «Знак почёта».

## Основные печатные работы
1. Эпидемиология ревматизма. / Ю. А. Горяев, В. Я. Бобылёв. Под ред. В. Я. Бобылева. — Ярославль, 1977. — 124 с.
2. Медико-генетическое исследование ревматизма в Тофаларии. / А. П. Анненкова, Л. И. Беневоленская, Ю. А. Горяев и др. Под ред. В. А. Насоновой. — Иркутск, 1978. — 130 с.
3. Иркутский медицинский институт (1930—1980). / Н. Н. Миролюбов, М. А. Рыбалко, Ю. А. Горяев, В. С. Мериакри, Г. М. Гайдаров, Х. Г. Ходос. Состав. Н. П. Евсеева, Т. А. Ларионова. Под ред. М. А. Рыбалко. — Иркутск: Восточно-Сибирское книжное издательство, 1980. — 184 с.
4. Методические указания к проведению практических занятий по курсу «Общий уход за больными» (для профессорско-преподавательского состава). / Состав. Ю. А. Горяев, Л. М. Носкова. — М., 1990. — 92 с.
5. Железодефицитные состояния. / Н. М. Балабина, М. Ф. Савченков, Ю. А. Горяев, А. Н. Литвинцев, Л. А. Николаева, О. А. Макаров, Т. Ф. Зуева, В. А. Дульский, О. В. Жигалова, В. А. Хаптанова. — Иркутск: РИО ИГИУВа, 2005. — 104 с.
6. Общий уход за терапевтическими больными: Учебное пособие. / Состав. А. Н. Калягин. Под ред. Ю. А. Горяева. — М.: ФГОУ ВУНМЦ Росздрава, 2006. — 225 с.
7. Калягин А. Н. Ведение больных с хронической сердечной недостаточностью в клинической практике. / Под ред. Ю. А. Горяева. — Иркутск, 2010. — 152 с.

## Редактированные сборники работ
1. Субординатура — важный этап преддипломной специализации: Тезисы докладов учебно-методической конференции. / Под ред. М. А. Рыбалко. Ответственный за выпуск Ю. А. Горяев, Э. К. Гимова. — Иркутск, 1975. — 90 с.
2. Особенности реанимации при острых отравлениях: Материалы Всероссийской научно-практической конференции, 4-5 сентября 1975 года. / Под ред. Ю. А. Горяева. — Научные труды, вып. 127. — Иркутск, 1975. — 184 с.
3. Эпидемиология ревматических заболеваний (тезисы докладов к конференции). / Под ред. Ю. А. Горяева, Е. И. Поблинковой. — Иркутск, 1977. — 136 с.
4. Эпидемиология ревматизма и ревматических заболеваний. / Под ред. Ю. А. Горяева, Л. Н. Горячкиной. — Иркутск, 1978. — 161 с.
5. Научные основы диспансеризации, профилактики и усовершенствования медицинского обслуживания больных ревматизмом и ревматическими за-болеваниями: Тезисы докладов к совещанию проблемной комиссии МЗ РСФСР «Ревматизм и болезни суставов» (5-8 июня 1979 г.). / Под ред. Ю. А. Горяева. — Иркутск, 1979. — 72 с.
6. Разработка оптимальных психо-физиологических и санитарно-гигиенических условий обучения: Тезисы докладов научной методической конференции. / Под ред. Ю. А. Горяева. — Иркутск, 1980. — 106 с.
7. Разработка оптимальных психофизиологических и санитарно-гигиенических условий обучения в медицинских институтах: Тезисы докладов научной методической конференции. / Под ред. Ю. А. Горяева. — Вып. 2. — Иркутск, 1981. — 156 с.
8. Пути совершенствования практической подготовки студентов старших курсов медицинских институтов по терапии: Тезисы докладов II Всероссийской учебно-методической конференции заведующих кафедрами терапии. / Под ред. Ю. А. Горяева. — Иркутск, 1984. — 110 с.
9. Клинико-генетические и профилактические аспекты ревматических заболеваний: Сборник научных трудов. / Под ред. Ю. А. Горяева. — Иркутск, 1987. — 76 с.
10. Профилактика, диспансеризация и реабилитация ревматических заболеваний: Сборник научных трудов. / Под ред. Ю. А. Горяева, Л. Н. Горячкиной, Л. М. Носковой, Л. В. Меньшиковой, Т. Н. Вронской. — Иркутск, 1990. — 116 с.
11. Пути оптимизации учебного процесса: Тезисы докладов институтской учебно-методической конференции. / Под ред. Ю. А. Горяева, Е. П. Лемешевской. — Иркутск, 1990. — 115 с.
12. Актуальные вопросы практического здравоохранения: Тезисы докладов. / Под ред. А. А. Образцова, Ю. А. Горяева, С. Б. Пинского, В. С. Мериакри, Л. П. Шишкиной, Г. А. Труфанова. — Иркутск, 1989. — 100 с.
13. Индивидуальное обучение студентов: Тезисы докладов учебно-методической конференции. / Под ред. Ю. А. Горяева, Е. П. Лемешевской. — Иркутск, 1994. — 92 с.
14. Оптимизация учебного процесса: Тезисы докладов учебно-методической конференции. / Под ред. Ю. А. Горяева, Е. П. Лемешевской. — Иркутск, 1995. — 128 с.
15. Медицинский университет: итоги, проблемы и перспективы: Тезисы учебно-методической конференции. / Под ред. Ю. А. Горяева, Е. П. Лемешевской. — Иркутск, 1996. — 120 с.
16. Контроль знаний и умений студентов: Тезисы докладов учебно-методической конференции. / Под ред. Ю. А. Горяева, Е. П. Лемешевской. — Иркутск, 1997. — 120 с.
17. Совершенствование качества подготовки специалистов в свете Государственных образовательных стандартов: Тезисы докладов учебно-методической конференции. / Под ред. Ю. А. Горяева, Е. П. Лемешевской. — Иркутск, 1998. — 124 с.
18. Организационное и методическое обеспечение новых учебных программ: Тезисы докладов учебно-методической конференции. / Под ред. Ю. А. Го-ряева, И. В. Малова. — Иркутск, 1999. — 136 с.
19. Учебно-методическая работа в Иркутском государственном медицинском университете: Материалы очередной школы повышения педагогического мастерства (февраль-декабрь 2001). / Под ред. Ю. А. Горяева, И. В. Малова. — Иркутск: ИГМУ, 2001. — 68 с.
20. Современные проблемы ревматологии. / Под ред. Ю. А. Горяева, А. Н. Калягина. — Иркутск, 2002. — 130 с.
21. Оптимизация преподавания: Материалы учебно-методической конференции. / Под ред. Ю. А. Горяева, И. В. Малова. — Иркутск, 2003. — 192 с.
22. Внутривузовская система качества подготовки специалистов в Иркутском государственном медицинском университете: Материалы учебно-методической конференции. / Под ред. Ю. А. Горяева, И. В. Малова. — Иркутск, 2004. — 200 с.
23. Современные проблемы ревматологии: Сборник статей межрегиональной научной конференции. / Под ред. Ю. А. Горяева, Л. В. Меньшиковой, А. Н. Калягина. — Иркутск: РИО ИГИУВа, 2005. — 232 с.
24. Последипломная подготовка специалистов в ИГМУ: Материалы учебно-методической конференции. / Под ред. Ю. А. Горяева, И. В. Малова. — Иркутск, 2005. — 172 с.
25. Инновационные технологии обучения в ИГМУ: Материалы учебно-методической конференции. / Под ред. Ю. А. Горяева, И. В. Малова. — Иркутск, 2006. — 176 с.
26. Воспитательная работа в ИГМУ: Материалы учебно-методической конференции. / Под ред. Ю. А. Горяева, А. В. Щербатых. — Иркутск, 2007. — 160 с.